# Anatextrix spectabilis
Espèce
Anatextrix spectabilis est une espèce d'araignées aranéomorphes de la famille des Agelenidae.

## Distribution
Cette espèce est endémique de Turquie. Elle se rencontre dans les provinces de Mersin et d'Adana.

## Description
Le mâle holotype mesure 6,55 mm et la femelle paratype 6,75 mm.

## Systématique et taxinomie
Cette espèce a été décrite par Kaya, Zamani, Yağmur et Marusik en 2023.

## Publication originale
- Kaya, Zamani, Yağmur & Marusik, 2023 : « A new genus of Textricini Lehtinen, 1967 (Araneae, Agelenidae) from Anatolia. » ZooKeys, vol. 1151, p. 31-45 (texte intégral).